# ХК «Динамо» (Київ) у сезоні 1963—1964
В 1963 році був створений хокейний клуб «Динамо» (Київ). Очолив команду Дмитро Миколайович Богінов. У тому ж році кияни дебютували в другій групі класу «А». 27 жовтня відбувся перший офіційний матч проти клуба СКА (Куйбишев). Нападник Валентин Мартинов забив першу шайбу в історії команди уже на другій хвилині після початку гри. Завершився поєдинок перемогою динамівців (4:1). Перший сезон завершили на шостому місці. Найрезультативнішими гравцями стали Валентин Мартинов і Олександр Кузнецов — по 16 закинутих шайб. Капітан команди — Валентин Уткін.

## Підсумкова таблиця
| М  | Команда                   | І  | Пер | Н  | Пор | ЗШ  | ПШ  | О  |
| -- | ------------------------- | -- | --- | -- | --- | --- | --- | -- |
| 1  | «Металург» (Новокузнецьк) | 40 | 27  | 3  | 10  | 174 | 116 | 57 |
| 2  | «Спартак» (Свердловськ)   | 40 | 26  | 3  | 11  | 162 | 96  | 55 |
| 3  | СК ім. Урицького (Казань) | 40 | 21  | 8  | 11  | 153 | 128 | 50 |
| 4  | «Сибір» (Новосибірськ)    | 40 | 19  | 6  | 15  | 142 | 131 | 44 |
| 5  | «Молот» Перм              | 40 | 19  | 6  | 15  | 140 | 136 | 44 |
| 6  | «Динамо» (Київ)           | 40 | 16  | 11 | 13  | 140 | 118 | 43 |
| 7  | СКА (Куйбишев)            | 40 | 18  | 5  | 17  | 153 | 131 | 41 |
| 8  | «Даугава» Рига            | 40 | 14  | 7  | 19  | 158 | 163 | 35 |
| 9  | «Аерофлот» (Омськ)        | 40 | 15  | 5  | 20  | 129 | 156 | 35 |
| 10 | «Спартак» (Ленінград)     | 40 | 11  | 7  | 22  | 117 | 156 | 29 |
| 11 | «Дизеліст» Пенза          | 40 | 2   | 3  | 35  | 85  | 229 | 7  |

## Результати матчів
З кожним із суперників кияни зіграли по чотири матчі. Найкраще виступали  в поєдинках з аутсайдером турніру — пензенським «Дизелістом» (8 очок) і другою командою ліги — свердловським «Спартаком» (6 очок). У таблиці показники «Динамо» наведені першими. В останній графі загальна кількість набраних очок.
| Команда                   | 1   | 2   | 3   | 4   | О |
| ------------------------- | --- | --- | --- | --- | - |
| «Металург» (Новокузнецьк) | 4:6 | 6:6 | 2:3 | 2:1 | 3 |
| «Спартак» (Свердловськ)   | 2:4 | 3:2 | 4:2 | 5:0 | 6 |
| СК ім. Урицького (Казань) | 4:2 | 1:5 | 2:2 | 4:4 | 4 |
| «Сибір» (Новосибірськ)    | 3:3 | 1:2 | 2:2 | 4:4 | 3 |
| «Молот» Перм              | 5:1 | 3:3 | 5:6 | 3:4 | 3 |
| СКА (Куйбишев)            | 4:2 | 2:4 | 6:4 | 1:5 | 4 |
| «Даугава» Рига            | 3:2 | 4:4 | 4:4 | 3:3 | 5 |
| «Аерофлот» (Омськ)        | 3:3 | 6:3 | 1:2 | 5:2 | 5 |
| «Спартак» (Ленінград)     | 6:1 | 5:8 | 1:3 | 1:3 | 2 |
| «Дизеліст» Пенза          | 3:2 | 4:0 | 4:0 | 9:1 | 8 |

## Склад команди
Склад київського «Динамо» в дебютному сезоні. Одну шайбу у власні ворота закинув гравець новокузнецького «Металурга».
| № | Гравець           | Дата народження | І  | Г   |
| - | ----------------- | --------------- | -- | --- |
|   | Віталій Павлушкін | 19.10.1937      | 28 | 77п |
|   | Микола Кульков    | 22.07.1943      | 13 | 41п |
|   | Юрій Сапетний     | 21.03.1941      | 0  |     |

| № | Гравець            | Дата народження | І  | Г  |
| - | ------------------ | --------------- | -- | -- |
|   | Володимир Альошин  | 12.01.1945      |    |    |
|   | Олексій Богінов    | 10.07.1945      |    |    |
|   | Микола Ворошилов   | 08.02.1944      | 35 | 4  |
|   | Едуард Д'яков      | 01.10.1937      | 40 | 11 |
|   | Юрій Михайлов      | 1937            | 38 | 3  |
|   | Анатолій Рябиченко | 22.12.1939      | 40 | 4  |
|   | Анатолій Сергєєв   | 18.03.1938      | 30 | 1  |

| № | Гравець                  | Дата народження | І  | Г  |
| - | ------------------------ | --------------- | -- | -- |
|   | Олексій Абрамов          | 1945            |    |    |
|   | Андрієс Ансверіньш       | 10.10.1944      |    |    |
|   | Юрій Бистров             | 29.03.1937      | 40 | 10 |
|   | Олександр Голембіовський | 16.01.1946      |    |    |
|   | Олександр Кузнецов       | 24.01.1940      | 40 | 16 |
|   | Валентин Мартинов        | 1938            | 40 | 16 |
|   | Анатолій Пронкін         | 1936            | 39 | 11 |
|   | Олег Савельєв            | 30.12.1934      | 39 | 12 |
|   | Сергій Серебряков        | 07.01.1945      | 25 | 4  |
|   | Ігор Тузик               | 13.11.1943      | 21 | 3  |
|   | Валентин Уткін           | 12.01.1934      | 27 | 8  |
|   | Євген Флейшер            | 07.03.1934      | 15 | 3  |
|   | Ілля Фрідман             | 1937            | 39 | 13 |
|   | Ігор Шичков              | 21.02.1931      | 18 | 9  |
|   | Георгій Юдін             | 16.02.1937      | 39 | 11 |
|   | Олександр Шоман          | 15.02.1948      |    |    |

Старший тренер — Дмитро Богінов. Тренер — Ігор Шичков.